# Apatolestes hinei
Apatolestes hinei är en tvåvingeart som beskrevs av Noelle M. Brennan 1935. Apatolestes hinei ingår i släktet Apatolestes och familjen bromsar. Inga underarter finns listade i Catalogue of Life.